# Wim van Spingelen
Willem (Wim) van Spingelen (Utrecht, 9 februari 1938) is een voormalig Nederlands waterpolospeler.
Wim van Spingelen nam tweemaal deel aan de Olympische Spelen, zowel in 1960 als in1964. In 1964 eindigde hij met het Nederlands team op de achtste plaats. In de competitie kwam Van Spingelen uit voor HZ Zian uit Den Haag.
Jan Bultman · 
Fred van Dorp · 
Henk Hermsen · 
Ben Kniest · 
Bram Leenards · 
Hans Muller · 
Wim van Spingelen · 
Nico van der Voet · 
Harry Vriend · 
Wim Vriend · 
Gerrit Wormgoor